# Digitaria serotina
Digitaria serotina là một loài thực vật có hoa trong họ Hòa thảo. Loài này được (Walter) Michx. mô tả khoa học đầu tiên năm 1803.